# Municipio de Liberty (condado de Washington, Misuri)
El municipio de Liberty (en inglés: Liberty Township) es un municipio ubicado en el condado de Washington en el estado estadounidense de Misuri. En el año 2010 tenía una población de 1508 habitantes y una densidad poblacional de 9,11 personas por km².

## Geografía
El municipio de Liberty se encuentra ubicado en las coordenadas 38°0′18″N 90°54′45″O / 38.00500, -90.91250. Según la Oficina del Censo de los Estados Unidos, el municipio tiene una superficie total de 165.51 km², de la cual 165,1 km² corresponden a tierra firme y (0,25 %) 0,41 km² es agua.

## Demografía
Según el censo de 2010, había 1508 personas residiendo en el municipio de Liberty. La densidad de población era de 9,11 hab./km². De los 1508 habitantes, el municipio de Liberty estaba compuesto por el 97,21 % blancos, el 0,13 % eran afroamericanos, el 0,66 % eran amerindios, el 0,07 % eran asiáticos y el 1,92 % eran de una mezcla de razas. Del total de la población el 0,8 % eran hispanos o latinos de cualquier raza.